# Джулі Адамс
Джулі Адамс (англ. Julie Adams, при народженні Бетті Мей Адамс, англ. Betty May Adams; 17 жовтня 1926, Ватерлоо, Айова — 3 лютого 2019, Лос-Анджелес, Каліфорнія) — американська акторка.

## Життєпис
Народилася у місті Ватерлоо, штат Айова, в родині Ральфа Адамса, який займався закупівлею бавовни, та Естер-Гертруди Беккет. Родина часто переїжджала, найдовше (протягом 8 років) проживши в місті Блайтвіль, штат Арканзас. У 19-річному віці Бетті Мей Адамс виборола титул Міс Літтл Рок і вирішила стати акторкою. Переїхала до Лос-Анджелеса, де три дні на тиждень працювала за сумісництвом секретаркою, а у вільний час брала уроки дикції, намагаючись потрапити на якусь кіностудію. 1949 року дебютувала одночасно на телебаченні й у кіно. У цей час вона почала співпрацювати зі студією Universal International і взяла псевдонім Джулі Адамс.
У 1950-х роках Адамс із другорядних персонажів перейшла на головні ролі, зігравши у таких фільмах як «Голлівудська історія» (1951), «Людина з Аламо» (1953), «Істота з Чорної лагуни» (1954), «Перейти шість мостів» (1955) та інші. Наприкінці десятиліття акторка перейшла на телебачення, де наступні 40 років її можна було побачити в багатьох телесеріалах, в тому числі «Альфред Гічкок представляє», «Меверік», «Бонанза», «Велика долина», «Перрі Мейсон», «Вона написала вбивство», «Район Мелроуз» та «Загублені».
За зйомки у вестернах 1999 року отримала нагороду Золота бутса. 2011 року видала автобіографічну книгу «The Lucky Southern Star: Reflections from the Black Lagoon», написану в співавторстві з сином Мітчеллом Дентоном.
Джулі Адамс померла 3 лютого 2019 року в Лос-Анджелесі, Каліфорнія, в 92-річному віці.

## Особисте життя
Адамс двічі була у шлюбі, кожен з яких завершився розлученням:
- 1950—1953 — Леонард Стерн, сценарист.
- 1954—1981 — Рей Дентон, актор. У шлюбі народилися двоє синів — Стівен Дентон (1956, помічник режисера) та Мітчелл Дентон (1962, редактор)[7].

## Вибрана фільмографія
| Рік       |    | Українська назва                  | Оригінальна назва                     | Роль                                                         |
| --------- | -- | --------------------------------- | ------------------------------------- | ------------------------------------------------------------ |
| 1951      | ф  | Голлівудська історія              | Hollywood Story                       | Саллі Руссо / Аманда Руссо                                   |
| 1952      | ф  | Західний горизонт                 | Horizons West                         | Лорна Хардін                                                 |
| 1953      | ф  | Людина з Аламо                    | The Man from the Alamo                | Бетт Андерс                                                  |
| 1954      | ф  | Істота з Чорної лагуни            | Creature from the Black Lagoon        | Кей Лоуренс                                                  |
| 1955      | ф  | Перейти шість мостів              | Six Bridges to Cross                  | Елен Галлахер                                                |
| 1956      | ф  | Очистити територію                | Away All Boats                        | Надін Макдугал                                               |
| 1957      | ф  | Чотири дівчини у місті            | Four Girls in Town                    | Кеті Конвей                                                  |
| 1958—1961 | с  | Альфред Гічкок представляє        | Alfred Hitchcock Presents             | Філіс Кендалл / Пег Воленс / Керол Лонгсворт                 |
| 1959—1960 | с  | Меверік                           | Maverick                              | Вільма Блайт / Белль Морган                                  |
| 1961      | с  | Бонанза                           | Bonanza                               | Елен Лейтон                                                  |
| 1963      | с  | Перрі Мейсон                      | Perry Mason                           | Патриція Кін / Дженіс Блейк / Дженіс Бартон / Валері Комсток |
| 1965      | ф  | Полоскочи мене                    | Tickle Me                             | Вера Редфорд                                                 |
| 1966      | с  | Віргінці                          | The Virginian                         | Меріан Клей                                                  |
| 1966—1967 | с  | Велика долина                     | The Big Valley                        | Джанет Мастерс / Една Веслі                                  |
| 1967—1973 | с  | Меннікс                           | Mannix                                | Іді Рейнольдс                                                |
| 1969      | с  | Головний госпіталь                | General Hospital                      | Деніз Вілтон                                                 |
| 1975      | с  | Вулиці Сан-Франциско              | The Streets of San Francisco          | Джудіт                                                       |
| 1975      | с  | Еллері Квін                       | Ellery Queen                          | Дженніфер Пекард                                             |
| 1975      | ф  | Телепат-вбивця                    | Psychic Killer                        | доктор Лора Скотт                                            |
| 1976      | тф | Шість персонажів у пошуках автора | Six Characters in Search of an Author | Мати                                                         |
| 1978      | с  | Жінка-поліцейський                | Police Woman                          | Елінор Сімпсон                                               |
| 1982      | с  | Кегні і Лейсі                     | Cagney & Lacey                        | Елен Гренджер                                                |
| 1987—1993 | с  | Вона написала вбивство            | Murder, She Wrote                     | Єва Сімпсон                                                  |
| 1988      | ф  | Чорні троянди                     | Black Roses                           | місіс Міллер                                                 |
| 1990      | ф  | Відступник                        | Catchfire                             | Марта                                                        |
| 1993      | с  | Район Беверлі-Гіллз               | Beverly Hills, 90 210                 | бабуся Бівіс                                                 |
| 1997      | с  | Діагноз: Вбивство                 | Diagnosis: Murder                     | Іді Рейнольдс Феллон                                         |
| 1999      | с  | Район Мелроуз                     | Melrose Place                         | місіс Демарр                                                 |
| 1999      | с  | Вир світів                        | Siders                                | старша Меггі Беккет                                          |
| 2006      | с  | Мертва справа                     | Cold Case                             | Дотті Міллс                                                  |
| 2006      | ф  | Всесвітній торговий центр         | World Trade Center                    | бабуся Елісон                                                |
| 2006      | с  | Загублені                         | Lost                                  | Амелія                                                       |
| 2007      | с  | Місце злочину: Нью-Йорк           | CSI: NY                               | Бетті Віллентс                                               |
| 2011      | ф  | Різанина                          | Carnage                               | секретарка (голос)                                           |